# Srbská Kamenice
Pour les articles homonymes, voir Kamenice.
Srbská Kamenice (en allemand : Windisch Kamnitz) est une commune du district de Děčín, dans la région d'Ústí nad Labem, en Tchéquie. Sa population s'élevait à 258 habitants en 2021.

## Géographie
Srbská Kamenice se trouve à 12 km au nord-est de Děčín, à 28 km au nord-est d'Ústí nad Labem et à 84 km au nord de Prague.
La commune est limitée par Růžová au nord-ouest, par Jetřichovice au nord-est, par Janská à l'est, par Huntířov au sud et par Bynovec à l'ouest.

## Histoire
Srbská Kamenice est fondé au début du XIe siècle par des Sorabes, venus d'Allemagne se réfugier dans la région après une campagne militaire d'Henri II du Saint-Empire.

## Patrimoine
- L'église baroque du XVIIIe siècle
- Le musée en plein air présentant des fortifications tchécoslovaques de 1938.

## Catastrophe aérienne
Le 27 janvier 1972, une bombe explose à bord d'un avion de la compagnie yougoslave Air Serbia. L'appareil, qui volait à une altitude de 10 160 mètres, s'écrase à proximité du village, faisant 27 morts. L'hôtesse de l'air Vesna Vulović est la seule survivante.

## Transports
Par la route, Srbská Kamenice se trouve à 13 km de Děčín, à 38 km d'Ústí nad Labem et à 116 km de Prague.